# アイドリング!!! 8thライブ この気持ちは そうだ あれだ 恋なんでしょうング!!!
『アイドリング!!! 8thライブ この気持ちは そうだ あれだ 恋なんでしょうング!!!』（アイドリング!!! エイスライブ このきもちは そうだ あれだ こいなんでしょうング!!!）は、アイドリング!!!のライブDVD。発売元:フジテレビ映像企画部。販売元:ポニーキャニオン。

## 概要
- 2010年5月3日に行われた、アイドリング!!!8thライブのDVD。昼夜2公演のうち夜公演を収録。
- サブタイトルは、「目には青葉 山ホトトギス 初恋」の歌詞に由来。
- 4期生加入後初のライブだが、「SUNRISE」から「等・等・等 等のSong」までは1～3期のみの出演。
- 封入特典としてオリジナルポストカード（3種類のうち1種類）を封入。
- アイドリング!!!14号酒井瞳のサプライズバースデーも収録。

## 収録曲
1. SUNRISE
2. 機種変エクスタシィ
3. 砂時計
4. 放課後テレパシィ
5. ラブマジック♡フィーバー
6. 3度目の記念日
7. 等・等・等 等のSong
8. 目には青葉 山ホトトギス 初恋
9. Iのスタンダード
10. S.O.W. センスオブワンダー
11. ガンバレ乙女（笑）
12. Don't be afraid
13. 百花繚乱アイドリング!!!
14. ボクラの庭
15. SUNRISE
16. モテ期のうた
17. さよなら・またね・だいすき